# 송 환공 (어열)
송 환공(宋桓公, ? ~ 기원전 651년)은 중국 춘추 시대의 인물로, 제19대 송공이다. 성은 자(子), 휘는 어열(御說)이다. 부인은 위 문공의 아우다.

## 생애
16대 송공 송 장공의 아들이며, 17대 송공 송 민공의 아우다. 민공이 남궁만에게 시해당하자, 다른 공자들은 소(蕭)읍으로 달아났고 자신은 박(亳)읍으로 달아났으며, 남궁만의 아들 남궁우(南宮牛)와 남궁만의 일당 맹획(猛獲)에게 박읍이 포위됐다. 소읍의 대부 숙(자는 대심)과 공자들과 송 대공 · 무공 · 선공 · 목공 · 장공의 종족들과 함께 조나라의 군대를 거느리고 남궁우를 죽이고 남궁만이 옹립한 공자 유도 죽이면서, 어열은 송나라 임금으로 세워졌다. 남궁만이 진(陳)나라로 망명하고 맹획(猛獲)이 위(衛)나라로 망명하자, 진나라와 위나라에 사람을 보내 둘을 도로 송나라로 돌려보내게 해 젓으로 담갔다.
이듬해 곧 송 장공 원년(기원전 681년), 송나라의 난리를 평정하고자 모인 제나라 · 진나라 · 채나라 · 주나라 사람과 회합했으나, 장공 2년(기원전 680년) 제나라 · 진나라 · 조나라의 공격을 받아 화평을 맺었다. 두예는 송나라가 맹약을 배반했기 때문이라고 했다.
환공 7년(기원전 675년), 위 문공의 아우를 취했다.
환공 30년(기원전 652년)에 병이 들자 태자 자보(후의 송 양공)가 서형 공자 목이에게 후사를 양보했으나, 받아들이지 않았다. 환공 31년(기원전 651년)에 죽었고, 자보가 후사로 세워졌다.

## 가계
- 송 장공
  - 송 민공
  - 송 환공 = 위나라 공녀(위 문공의 아우)
    - 공자 목이 (어씨의 시조)
    - 송 양공
    - 공자 탕 (탕씨의 시조)
    - 공자 인 (인씨의 시조)
    - 공자 상 (상씨의 시조)

  - 공자 유
  - 공자 성
  - 공자 조
  - 자중

환공의 아들에서 나온 어씨(魚氏), 탕씨(蕩氏), 인씨(鱗氏), 상씨(向氏)는 이후 송나라의 유력 세경가를 이루었고, 송 환공의 후손이기에 환씨(桓氏), 환족(桓族)이라 일컬었다.